# Кокора
Кокора (на испански: Cocora) е долина, естествен ландшафт, разположен в централната планинска верига на колумбийските Анди, по-специално в департамента Киндио, в зоната на влияние на Националния природен парк „Лос Невадос“. В долината се среща восъчна палма (Ceroxylon quindiuense), националното дърво на Колумбия, както и голямо разнообразие от флора и фауна. Долината и близкият град Саленто са сред най-посещаваните туристически места в Колумбия.

## Топонимия
Долината носи името на принцеса от племето кимбая, чието значение е водна звезда.
Първоначално районът се нарича Горен каньон Киндио. През 1890 г. Валериано Маруланда Аранго пристига на мястото, отсича част от гората с група работници под негово командване, отваря фермите и подава жалба за свободната земя пред съдия в Картаго. Проучването на местността е извършено с измервания от геодезист от този град, Лисандро Харамильо, през 1900 г., период, в който е изготвен съответният план, който е официално регистриран в правителството на Каука на 31 октомври 1903 г.
Дарио Маруланда, син на Хулио Маруланда Ботеро и внук на Валериано, се установява в местността за постоянно, след като продава ферма, наречена „Писамал“, в голямото имение „Маравелес“, в Ла Тебайда, чието име трябва да идва от завладяването на земите от Валериано Маруланда и неговият зет Херман Велес. Хуан Б. Харамильо, земевладелец в района, твърди, че името идва от звук на птица (ко-ко-ра, ко-ко-ра), и че местното население я е видяло сред восъчните палми.
През 60-те години на 20 век, както е посочено от академика от Саленто Хорхе Енрике Ариас, цитиран от Армандо Родригес, районът спира да се нарича Горен каньон Киндио и му е дадено новото име Кокора.

## Местоположение
Долината Кокора се намира между горното течение на река Киндио, главната река в едноименния департамент, на надморска височина между 1800 и 2500 метра. Долината се намира на 24 километра североизточно от Колумбия, столицата на департамента, в юрисдикцията на община Саленто.

## Защита
С цел предотвратяване на експлоатацията на восъчната палма, която е ендемичния вид в долината, правителството на Белисарио Бетанкур предлага създаването на естествено светилище на това място и запазването на восъчната палма като национално дърво на Колумбия чрез закон 61 от 1985 г., ратифициран на 16 септември 1985 г.

## Климат
Поради надморската си височина и специалната характеристика, причинена от факта, че западните ветрове, идващи от Тихия океан, се спират от планинската верига на Андите, долината Кокора е с влажна среда, благоприятна за развитието на екосистема от планински екваториални гори на голяма надморска височина. Дъжд вали почти всеки ден. Средната годишна температура е 15 °C, максималната е 25 °C, а минималната – 12 °C.

## Туризъм
Долината Кокора е много популярна туристическа дестинация в Колумбия. Повечето посетители посещават Саленто ежедневно заради обширните възможности за къмпинг и туризъм в долината и националния парк. Други често срещани дейности включват наблюдение на птици, планинско колоездене, конна езда, рафтинг, живописни полети и речно плуване. Местните ресторанти са специализирани в приготвянето на местно отглеждана сладководна пъстърва по различни начини, най-вече печена и сервирана в различни сосове с патакони (пържени банани).

## Поп култура
Долината Кокора служи като място на действието в пълнометражния анимационен филм на Уолт Дисни Анимейшън Студиос Енканто от 2021 г.